# Georgetown, Indiana
Georgetown är en ort i Floyd County i delstaten Indiana, USA.